# Joseph Kronsteiner

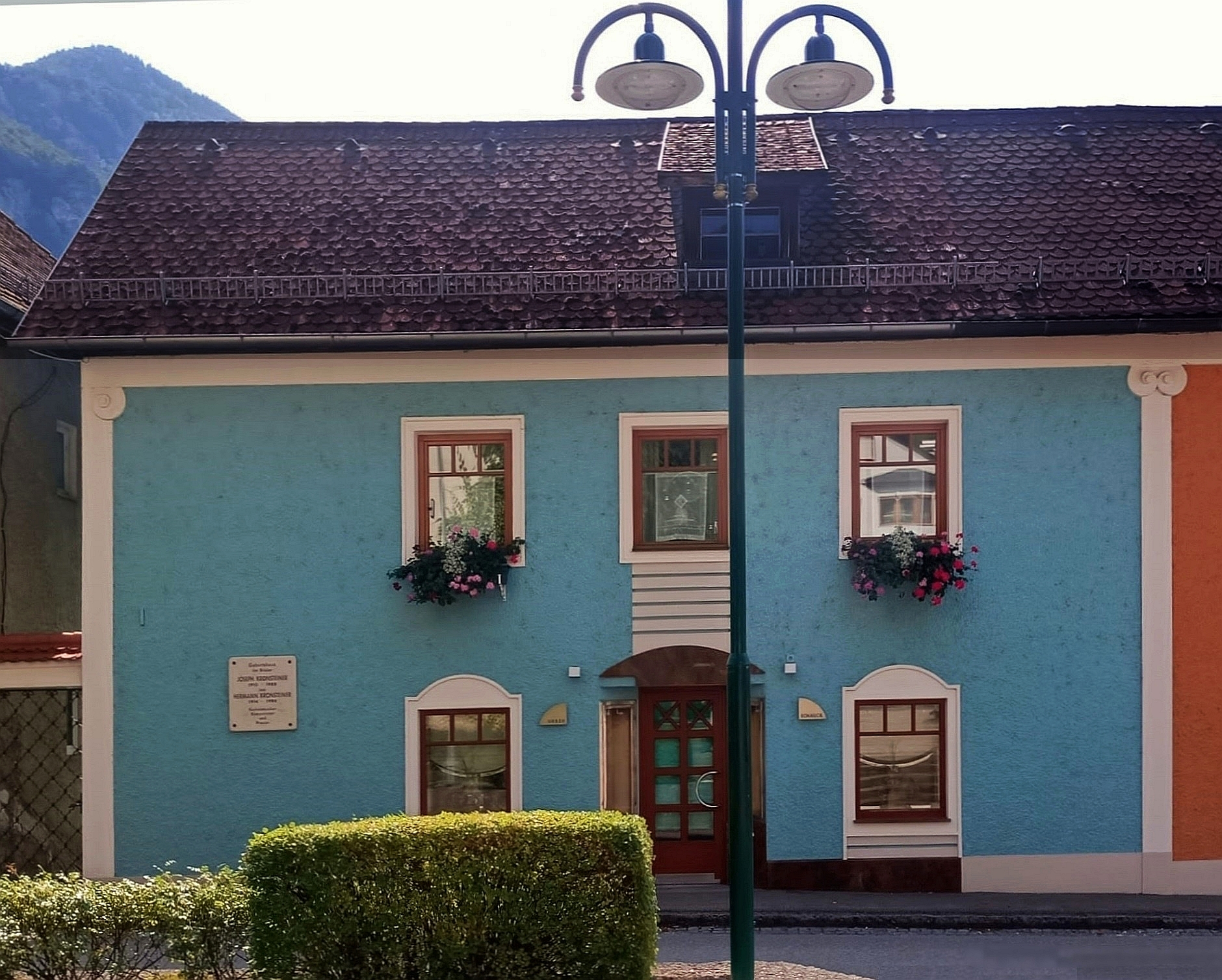
Geburtshaus von Joseph und Hermann Kronsteiner in Losenstein

Joseph Kronsteiner (auch Josef Kronsteiner; * 15. Februar 1910 in Losenstein; † 15. Mai 1988 in Linz) war ein österreichischer römisch-katholischer Geistlicher und Kirchenmusiker. Er wirkte besonders als Komponist, Domkapellmeister und war Professor am Bruckner-Konservatorium in Linz.

## Leben
Joseph Kronsteiner wuchs mit seinem jüngeren Bruder Hermann Kronsteiner in einer musikalischen Familie auf. Nach dem Besuch des Kollegium Petrinum studierte er am Priesterseminar in Linz, wo er seit 1931 Musikpräfekt und Obmann der liturgischen Sektion war. 1933 empfing er das Sakrament der Priesterweihe für die Diözese Linz. Er war zunächst Kaplan in Pabneukirchen und anschließend Lehrer und Musikpräfekt am Petrinum. Daneben studierte er am Anton Bruckner-Konservatorium und an der Wiener Musikakademie.
Seit 1943 Domkapellmeister in Linz, war Kronsteiner auch Dozent am Linzer Priesterseminar und Mitglied der Linzer Diözesankommission für Kirchenmusik. Als Priester wirkte er an der Linzer Minoritenkirche und als Gegner der Liturgiereform feierte er weiterhin die Tridentinische Messe. Joseph Kronsteiner war 38 Jahre lang Domkapellmeister in Linz. Die Brüder Kronsteiner waren auch mit Joseph Ratzinger und Georg Ratzinger freundschaftlich verbunden.
Hermann und Joseph Kronsteiner sind bestattet im Priestergrab ihrer Heimatgemeinde Losenstein.

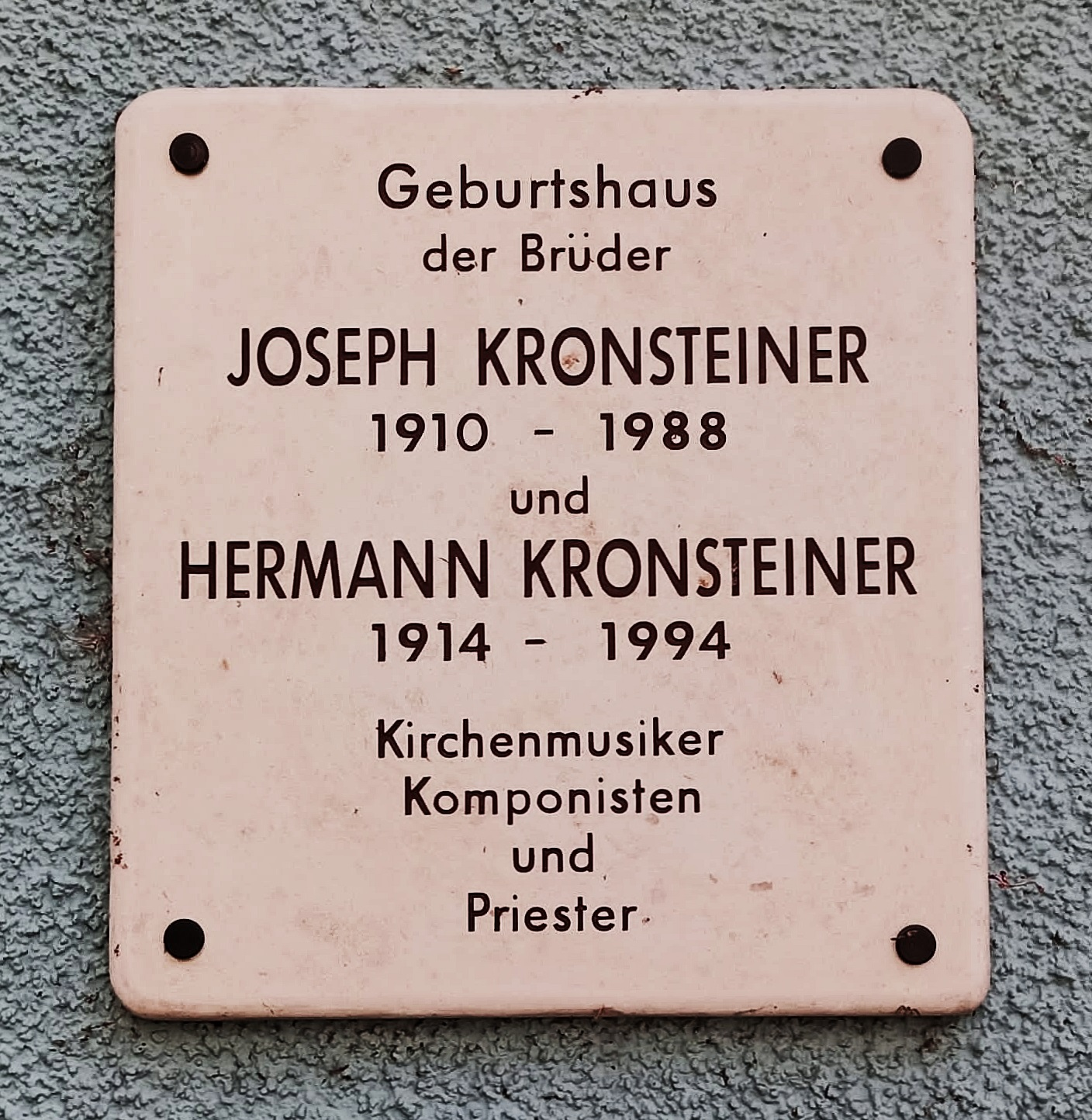
Gedenktafel am Geburtshaus von Joseph und Hermann Kronsteiner
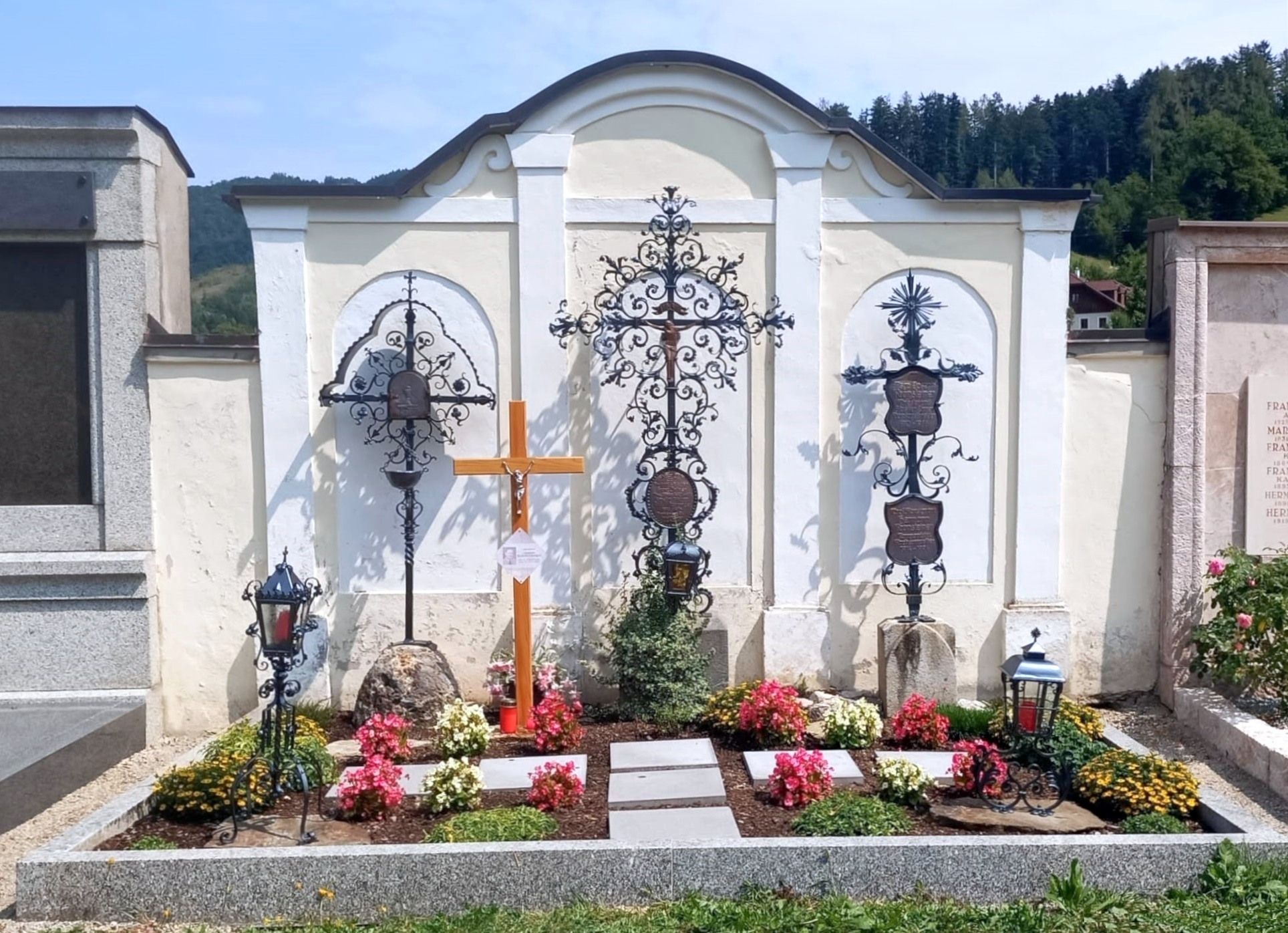
Priestergrabstätte am Friedhof Losenstein
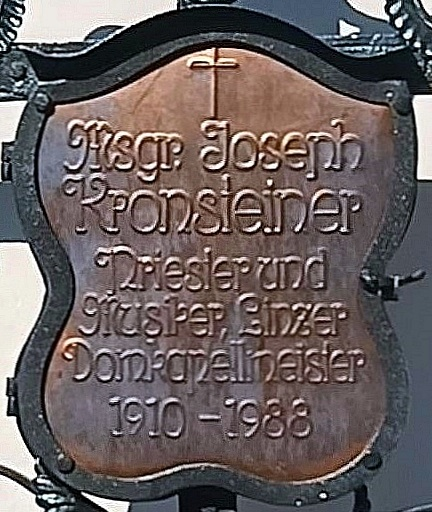
Grabinschrift für Joseph Kronsteiner

## Werke (Auswahl)
- Florian-Messe (Gotteslob Nr. 134–136 (ohne Gloria), Gotteslob (1975) Nr. 429–432)
- Christkindelmesse für Soli, Chor und Orgel
- Kreuzweg für gemischen Chor (1955)